# Okręg wyborczy Saltash
Okręg wyborczy Saltash powstał w 1552 r. i wysyłał do angielskiej, a następnie brytyjskiej, Izby Gmin dwóch deputowanych. Okręg obejmował miasto Saltash w Kornwalii. Został zlikwidowany w 1832 r.

## Deputowani do brytyjskiej Izby Gmin z okręgu Saltash

### Deputowani w latach 1552–1660
- 1628–1629: Francis Cottington
- 1640–1642: Edward Hyde
- 1640–1646: George Parry
- 1645–1648: John Thynne
- 1647–1648: Henry Wills

### Deputowani w latach 1660–1832
- 1660–1679: Francis Buller
- 1660–1661: Anthony Buller
- 1661–1679: John Buller
- 1679–1679: Bernard Granville
- 1679–1679: Nicholas Courtney
- 1679–1681: William Jennens
- 1679–1685: John Davie
- 1681–1685: Bernard Granville
- 1685–1689: Cyril Wyche
- 1685–1689: Edmund Waller
- 1689–1690: Bernard Granville
- 1689–1690: John Waddon
- 1690–1692: John Carew
- 1690–1691: Richard Carew
- 1691–1695: Narcissus Luttrell
- 1692–1695: Michael Hill
- 1695–1698: Francis Buller
- 1695–1698: Walter Moyle
- 1698–1698: Francis Pengelly
- 1698–1699: John Specott
- 1698–1701: John Morice
- 1699–1702: James Buller
- 1701–1701: Alexander Pendarves
- 1701–1705: Thomas Carew
- 1702–1703: Benjamin Buller
- 1703–1705: John Rolle
- 1705–1708: James Buller
- 1705–1708: Joseph Moyle
- 1708–1711: Alexander Pendarves
- 1708–1710: Cholmeley Dering
- 1710–1715: Jonathan Elford
- 1711–1713: William Carew
- 1713–1715: William Shippen
- 1715–1722: Shilston Calmady
- 1715–1722: John Francis Buller
- 1722–1723: Thomas Swanton
- 1722–1734: Edward Hughes
- 1723–1727: Philip Lloyd
- 1727–1741: John Campbell, lord Glenorchy
- 1734–1751: Thomas Corbett
- 1741–1743: John Clevland
- 1743–1747: Stamp Brooksbank
- 1747–1747: Edward Boscawen
- 1747–1754: Stamp Brooksbank
- 1751–1754: George Brydges Rodney
- 1754–1756: William Ponsonby, wicehrabia Duncannon
- 1754–1761: George Clinton
- 1756–1761: Charles Townshend
- 1761–1763: John Clevland
- 1761–1768: George Anson
- 1763–1768: Augustus Hervey
- 1768–1774: Martin Hawke
- 1768–1772: Thomas Bradshaw
- 1772–1772: John Williams
- 1772–1775: Thomas Bradshaw
- 1774–1784: Grey Cooper
- 1775–1778: Charles Whitworth
- 1778–1780: Hnery Strachey
- 1780–1786: Charles Jenkinson
- 1784–1790: Charles Ambler
- 1786–1787: Richard Wellesley, 2. hrabia Mornington, torysi
- 1787–1790: John Lemon
- 1790–1796: Edward Bearcroft
- 1790–1795: George Stewart, wicehrabia Garlies
- 1795–1796: William Stewart
- 1796–1802: Alexander Macdonald, 2. baron Macdonald
- 1796–1802: Charles Smith
- 1802–1807: Matthew Russell
- 1802–1806: Robert Deverell
- 1806–1807: Arthur Champernowne
- 1807–1807: Richard Neville
- 1807–1807: William Henry Fremantle
- 1807–1822: Matthew Russell
- 1807–1809: John Pedley
- 1809–1818: Michael George Prendergast
- 1818–1820: James Blair
- 1820–1820: Michael George Prendergast
- 1820–1826: John Fleming
- 1822–1826: William Russell
- 1826–1830: Andrew Spottiswoode
- 1826–1826: Henry Monteith
- 1826–1830: Colin Macaulay
- 1830–1831: Henry Vane, hrabia Darlington
- 1830–1831: John Gregson
- 1831–1831: Philip Cecil Crampton
- 1831–1832: Frederick Villiers
- 1831–1832: Bethell Walrond